# Joža Skok
Joža Skok (Petrijanec, 14. veljače 1931. – Zagreb, 8. rujna 2017.) hrvatski povjesničar književnosti, kritičar, antologičar, književni esejist. Posebno se istaknuo proučavanjem kajkavske književnosti. Jednim je od najvećih poznavatelja hrvatske književnosti za djecu i mladež.

## Životopis

### Mladost i obrazovanje
Pučku školu pohađao je u Petrijancu, šest razreda Nadbiskupske klasične gimnazije završio je u Dječačkom sjemeništu na Šalati u Zagrebu. Poslije prvog polugodišta sedmog razreda prešao je na varaždinsku Gimnaziju, na kojoj je maturirao godine 1951. Studij VIII. grupe (hrvatski jezik i književnost) završio je na Filozofskom fakultetu u Zagrebu, na kojemu je 1982. godine doktorirao obranom disertacije Hrvatsko kajkavsko pjesništvo zavičajnih idioma.

### Znanstveno-nastavno djelovanje
Radio je na skoro svim mogućim prosvjetnim i akademskim razinama: od osnovnih i srednjih škola, knjižnica, preko Pedagoške akademije u Zagrebu sve do statusa redovitog profesora na zagrebačkom Filozofskom fakultetu na katedri za noviju hrvatsku književnost.
Autorom je mnoštva knjiga iz starije i novije hrvatske kajkavske književnosti. Sastavio je mnoštvo antologija hrvatske dječje književnosti (pjesništva). Napisao je velik broj čitanaka za osnovne i srednje škole. Sastavio je zbornike recitacija i dramskih tekstova.
Skoro pola stoljeća suradnikom je hrvatskog dječjeg ilustriranog lista Radosti, kojem je bio glavni i odgovorni urednik cijelih trideset godina, dovevši ga do prepoznatljive ljepote. Također je uređivao časopise Kaj i Umjetnost i dijete.
Pisao je o jezičnom genocidu koji se je vršio nad hrvatskim jezikom otkad je srpski pjesnik Đuro Daničić došao na čelo "jugoslavenskog projekta" Rječnik hrvatskoga ili srpskog jezika pri ondašnjoj JAZU, a vrši se do današnjice kad se hrvatskoj djeci u RH ne dopušta učiti hrvatski jezik (primjerice, škola u Jagodnjaku).

## Nagrade i priznanja
- 1980. godine, "Davorin Trstenjak" za autorski doprinos udžbeničkoj literaturi[5]
- 1999. godine, Red Danice hrvatske s likom Marka Marulića[6]
- lipanj 2012. godine, počasni građanin Varaždinske županije[7]
- rujan 2012. godine, Red Danice hrvatske s likom Antuna Radića za osobite zasluge u prosvjeti[8]

## Djela
Značajnija djela Jože Skoka:
- Hrvatsko pjesništvo kajkavskih zavičajnih idioma (doktorska disertacija, 1982.)[10]
- Kajkavski kontekst hrvatske književnosti (19. i 20. stoljeće) (1985.)[11]
- Moderno hrvatsko kajkavsko pjesništvo (1985.)[12]
- Ogenj reči: antologija hrvatskoga kajkavskoga pjesništva (1986.)[13]
- Garestinski panoptikum (2007.)[14]
- Ignis verbi kajkavicae (2007.)[15]
- Izvori i izbori iz hrvatske dječje književnosti (2007.)[16]
- Književni ogledi i pogledi (2007.)[17]
- Književno djelo Ivane Brlić-Mažuranić (2007.)[18]
- Garestinski hortus verbi: varaždinska književna čitanka (2010.)[19]
- Garestinski hortus verbi: varaždinska književna hrestomatija (2012.)[20]
- Garestinski gartlic rieči (2013.)[21]

## Vanjske poveznice
Mrežna mjesta
- Dubravka Težak, Joža Skok - posvećenost dječjoj književnosti (intervju), Libri et liberi 2/2012., Hrčak, hrcak.srce.hr
- Darija Žilić, [neaktivna poveznica], Kolo 1-2/2013., www.matica.hr
- Davor Šalat, Monumentalna posveta Varaždinu  Arhivirana inačica izvorne stranice od 28. lipnja 2017. (Wayback Machine), Vijenac 553/2015., www.matica.hr